# دانوتا نوواک-استاچوف
دانوتا نوواک-استاچوف (لهستانی: Danuta Nowak-Stachow; ۲۲ اوت ۱۹۳۴ – ۱۴ ژوئن ۲۰۱۹) ژیمناست هنری اهل لهستان بود.